# 天主教阿西斯教区
天主教阿西斯教區（拉丁語：Dioecesis Assisensis），是巴西一個天主教教區，包括聖保羅州西南部十九市，屬博圖卡圖總教區。
教區成立於1928年11月30日，2012年有教友267,000人，佔總人口85.0%。有廿五個堂區、司鐸四十五人。現任教區主教為若瑟·本篤·西滿。